# Societatea Ileana
Societatea pentru dezvoltarea artelor în România – „Ileana”, cunoscută, pe scurt, ca Societatea Ileana, a fost înființată în iulie 1897 de mai mulți pictori români, în fruntea cărora s-au aflat Constantin Artachino, Nicolae Vermont și Ștefan Luchian.
Încă de la fondare „Ileana” s-a dovedit a fi o structură dinamică, la care au aderat aproape 300 de membri. Cotizațiile pe care le plăteau permiteau organizației o destul de mare independență și ofereau posibilitatea înfăptuirii diverselor programe culturale.
Societatea „Ileana”, care a luat ființă pentru a sprijini dezvoltarea artelor și pentru generarea unei mișcări artistice românești moderne, a organizat prima expoziție la 21 (după alte surse 26) februarie 1898. Această primă - și unică - manifestare de anvergură a Societății "Ileana" organizată la Hotelul Union, a fost o expoziție internațională de artă, la care au fost expuse 156 lucrări dintre care 25 aparțineau unor artiști de peste hotare. Ștefan Luchian a fost prezent la expoziție cu 21 de tablouri, care i-au adus laudele criticilor de artă și aprecierea colecționarilor.
Deși tranzitorie, Societatea ,,Ileana” a jucat un rol determinant în fondarea societății Tinerimea artistică (la 3 decembrie 1901). Societatea „Ileana” și-a exprimat viziunea despre artă în paginile revistei „Ileana” care a fost înființată prin eforturile de colecționar și mecena ale lui Alexandru Bogdan-Pitești. Societatea Ileana a fost una dintre primele grupări avangardiste din spațiul românesc, promotoare a artei pentru artă și a decadentismului. În timp, ei i s-au alăturat Ioan Bacalbașa, Constantin Rădulescu-Motru, Nicolae Xenopol și Jean Alexandru Steriadi.

## Înființarea societății
Majoritatea ziarelor bucureștene au semnalat în primăvara anului 1897 apariția unei noi societăți artistice intitulată Ileana. Cronicarii epocii au comentat cauzele care au determinat înființarea ei și împrejurările care i-au împins pe artiștii români să se grupeze într-o altă organizație care să le reprezinte interesele, precum și scopul și acțiunile ce urmau să se deruleze în perioada imediat următoare. Analizând presa timpului, s-a aflat că artiștii independenți ce nu au reușit să închirieze o sală la Ateneul Român pentru a deschide o expoziție din cauza lipsurilor financiare, au decis fondarea unei societăți care să le faciliteze organizarea anuală de expoziții. O astfel de dorință a fost  destul de ușor de realizat în anul 1897, deoarece independenții și alți artiști, la care sau alipit și unii dintre amatorii de artă, au avut răgazul necesar pentru a se solidariza și pentru a coagula o unitate de idei. Acestea au fost verificate și răsdiscutate la „cârciumile artistice” organizate la balurile presei din anii 1896 și 1897.
În introducerea care prefațează statutele societății se menționează că Stefan Luchian, Constantin Artachino și Nicolae Vermont au luat decizia de a nu mai participa la Expoziția artiștilor în viață din anul 1896 din cauza abuzurilor pe care le-au făcut organizatorii și oficialitățile acesteia. Tot din statute reiese că propunerea independenților de a se organiza o expoziție anuală, nu a fost agreată de membrii fondatori. Aceștia au susținut că întreaga activitate a organizației trebuie să se extindă peste toate mișcările artistice din România. Ideea a fost susținută de arhitectul Ștefan Ciocârlan, ea fiind susținută și de către alți membri. Urmarea a fost constituirea unui comitet care a redactat proiectul de statut ce a fost votat imediat de Comitetul de conducere. Astfel, se poate vedea că scopul societății era:
1. de a da un impuls al mișcării artistice la nivel național;[10]
2. de a contribui la conservarea și promovarea monumentelor și a lucrărilor de artă din România;[10]
3. de a deschide ateliere de sculptură și pictură.[10]

Într-un mod similar Societății artistice Intim Club, Societatea Ileana a fost condusă de către un Comitet ale cărui decizii erau înfăptuite de patru comisii: 
1. „Comisiunea expozițiilor” - care trebuia să se ocupe cu organizarea și deschiderea de evenimente expoziționale;[10]
2. „Comisiunea de publicitate" - care superviza  modul de reflectare a acțiunilor societății în presa timpului și în plus, se ocupa cu organizarea de conferințe;[10]
3. „Comisiunea monumentelor istorice" - care avea ca principal obiectiv supravegherea conservării monumentelor istorice și a lucrărilor de artă;[10]
4. „Comisiunea serbărilor" - care se ocupa cu organizarea serbărilor artistice.[10]

Fondatorii Societății Ileana
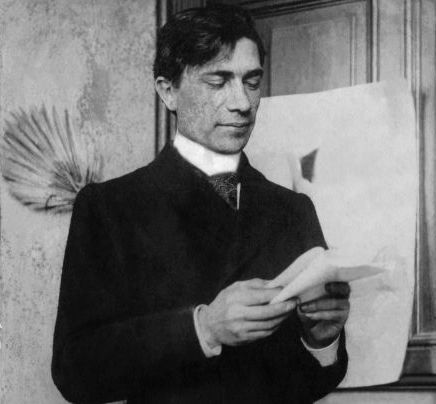
Ștefan Luchian
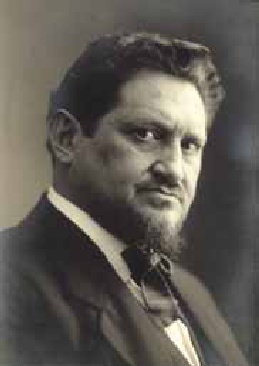
Nicolae Vermont
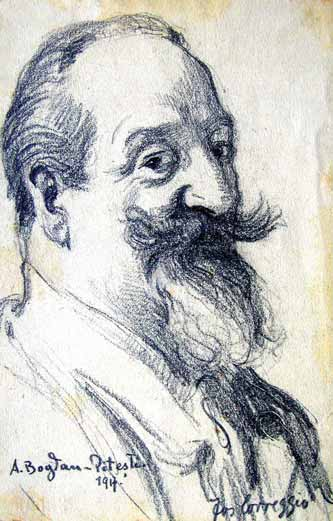
Alexandru Bogdan-Pitești
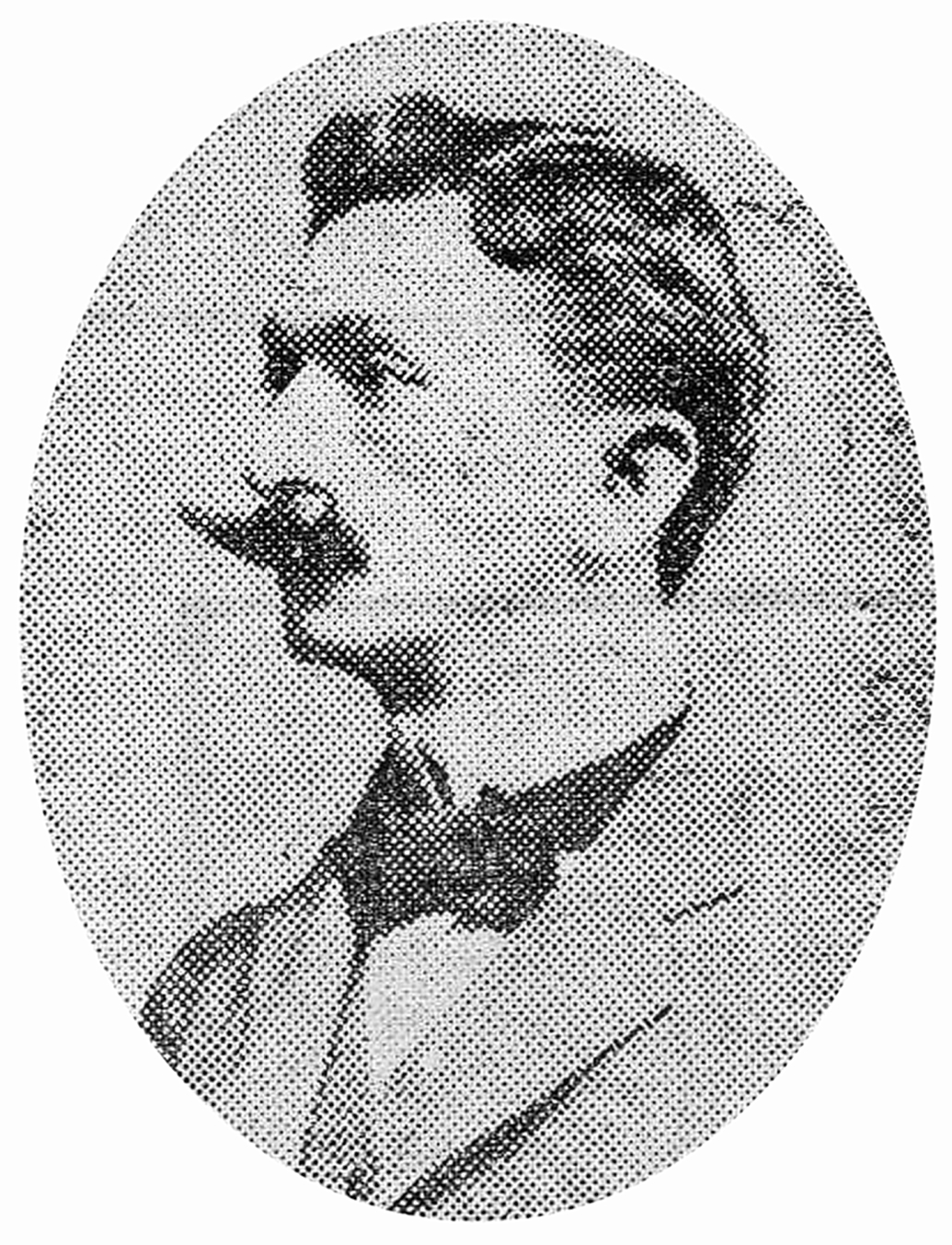
Constantin Artachino

Societatea a sprijinit pe unii dintre artiști să-și organizeze expoziții personale și a permis membrilor să lucreze în salonul organizației aflat pe strada Brezoianu nr. 7. Acolo se găseau, puse gratuit la dispoziția artiștilor, pânze, culori și șevalete. În sprijinul membrilor, s-au luat măsuri statutare. Elocvent este articolul 9 din statut care prevedea că 25% din cotizațiile anuale vor fi folosite pentru cumpărarea de tablouri. Această intenție s-a și materializat după prima expoziție a societății.
Statutul a prevăzut și situația în care societatea s-ar fi dizolvat, capitalul ei să fie folosit în achiziția de lucrări ale artiștilor din România, acestea urmând să fie donate Pinacotecii bucureștene.

## Intenția de fuziune cu Societatea „Cercul artistic”
Privind scopurile generoase ale Societății Ileana, entuziasmul înscrierii în organizație era fulminant. Numărul de membri ajunsese la 300. Ca urmare, prin creșterea fondului financiar datorită numărului mare de cotizații încasate, o parte din membrii Comitetului de conducere aflați sub influența membrilor aderenți, au acceptat fel și fel de idei fanteziste privind viitoarea activitate a societății.
Pictorii care se aflau în Comitetul de conducere - Ștefan Luchian, Constantin Artachino, Constantin Aricescu, Nicolae Vermont și Constantin Pascali, văzând această situație, au propus ca societatea să fuzioneze cu Societatea „Cercul artistic”, tocmai pentru sprijinirea și promovarea artiștilor. Acest demers avea ca efect și întărirea propriilor poziții în forul de conducere al societății. Propunerea a primit sufragiile majorității membrilor și astfel, o comisie din a cărei componență făceau parte Alexandru Bogdan-Pitești, Nicolae Vermont, Ștefan Luchian, Constantin Aricescu și Ștefan Ciocârlan, s-a prezentat la ședința ordinară a „Cercului artistic” din ziua de 17 noiembrie 1897. Cum unii din membrii Cercului erau și membri ai Ilenei,[A] delegația a expus plenului propunerea de contopire a celor două organizații.
După deliberarea intenției avansate de delegația Ilenei, răspunsul „Cercului artistic” a fost restrângerea colaborării doar la organizarea expozițiilor în comun. Fuzionarea a fost respinsă prin declarația: „... Suntem hotărîți să menținem individualitatea Cercului artistic, astfel cum rezultă din statutele existente".

## Acțiuni cultural-artistice
Ca urmare a refuzului de fuziune dat de „Cercul artistic”, membrii Ilenei s-au ambiționat și au trecut la pregătirea unor acțiuni de mare amploare ca: organizarea unei expoziții internaționale la București și deschiderea unei serii de conferințe de artă. Prin aceste demersuri, membrii Ilenei doreau să dovedească superioritatea propriei societăți.
Proiectele au fost demarate în trombă, Ileana ducând o corespondență intensă cu artiști de peste hotare, pentru a-i convinge să participe la expoziția internațională care urma să se deschidă în luna februarie 1898. În paralel s-au dus tratative cu personalități franceze din domeniul artelor. Acestea erau invitate să țină prelegeri la București cu ocazia conferințelor culturale pe care Ileana urma să le facă.

### Conferința despre dezvoltarea artelor în România
Demersurile Societății Ileana în acțiunile pe care și le-a propus să le facă, păreau a fi deosebit de fructuoase. Această evidență transpare din anunțul oficial că Ferdinand Brunetière,[B] Laurent Tailhade - literat francez, Georges Clemenceau,[C] Joséphin Péladan,[D] Melchior de Vogüé[E] și mulți alții au răspuns pozitiv propunerilor care le-au primit. Pe lângă artiștii străini se anunța că vor participa la evenimente și membrii Comitetului și unele personalități politice și literare din România.[F]
În data de 16 ianuarie 1898 a avut loc în sala Ateneului Român prima manifestare publică a Societății Ileana - Conferința despre desvoltarea artelor în România. Conferința a fost ținută de arhitectul Ștefan Ciocârlan care era membru în Comitetul de conducere. În același timp, câțiva membri din Comitet împreună cu Nicolae Grigorescu au reușit să inițieze lansarea unor liste de subscribție publică pentru realizarea unui bust care să-l reprezinte pe fostul director al Școlii de Belle Arte din București - Theodor Aman. Manifestul expoziției Ileana menționa că pe Aman și pe Grigorescu îi venerau toți pictorii „... ca pe niște luceferi și profeți ai idealului nostru artistic".

### Expoziția internațională din anul 1898
În data de 26 februarie 1898 a avut loc deschiderea Expoziției internaționale a societății la hotelul „Union". Expoziția a fost cel mai important eveniment organizat de Societatea Ileana. Au fost prezente 131 de lucrări ale artiștilor români și 25 ale celor străini. În sala de marmură a hotelului unde „... o lumină propice se cerne prin vitrajul amenajat cu pricepere de simpaticul și distinsul arhitect Ștefan Ciocârlan", totul era aranjat în stil muzeistic.
Lucrările străinilor trebuiau să fie „... pentru public o serbare a spiritului și în același timp un învățământ de mâna întâi pentru tânăra falangă a artiștilor noștri... [dar] nu [au fost] atât de magistrale cum se credea la început". Chestiunea era chiar contrară „... multe din ele sunt chiar cu mult inferioare pînzelor noastre". Picturile academiste ale lui Jean-Jacques Henner[G] au fost pomenite de cronica de artă cu atribute de complezență, chiar dacă artistul era renumit și foarte căutat în acea epocă. Restul de lucrări ale artiștilor străini erau de factură neoclasică.
Ținând cont că la această expoziție au fost prezenți cu lucrări Nicolae Grigorescu și Ștefan Luchian, chiar dacă au lipsit alți pictori români importanți, pictura românească se prezenta la un nivel destul de ridicat. Cum prin regulamentul manifestării se stipula că nu erau primite lucrări ce au fost expuse la alte evenimente artistice în perioada 1897-1898, precum și a celor expuse la Salonul Independenților, exponatele participante erau rodul creației artistice din ultimul an.
Exceptându-l pe Nicolae Grigorescu care a expus 5 lucrări, cel care a cules laurii expoziției a fost Ștefan Luchian. Originalitatea tehnicii, registrul tematic al celor 20 de picturi expuse de acesta, îl recomanda confraților și publicului drept „... incontestabil cel mai genial dintre artiștii noștri". Noua concepție despre pictură pe care Luchian o aducea în arta românească era referitoare la modul cum lumina trebuie să reiasă dintr-un tablou, nu din valori, ci din acordurile tonale. Luchian a reușit să încorporeze lumina în materia picturală - pasta. O astfel de năzuință pentru primenirea cu noi modalități de expresie folosind tehnici moderne, se constată și la alți artiști: Filip Marin, Constantin Aricescu sau Constantin Jiquidi.

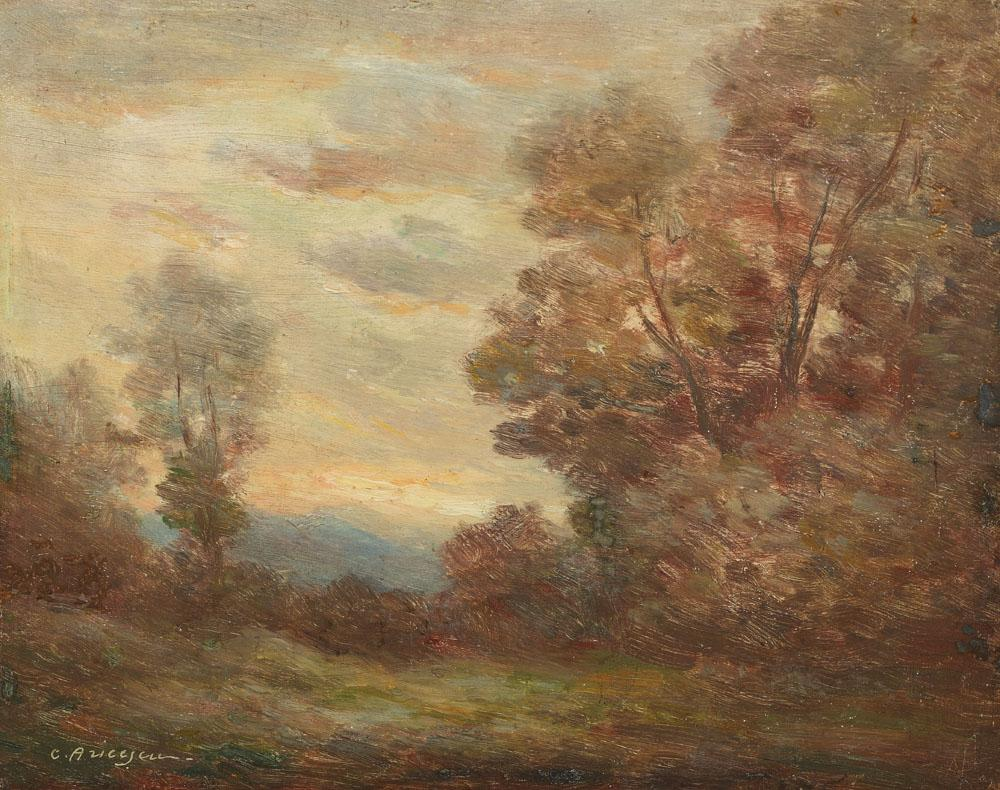
Efect de lumină în amurg - de Constantin Aricescu

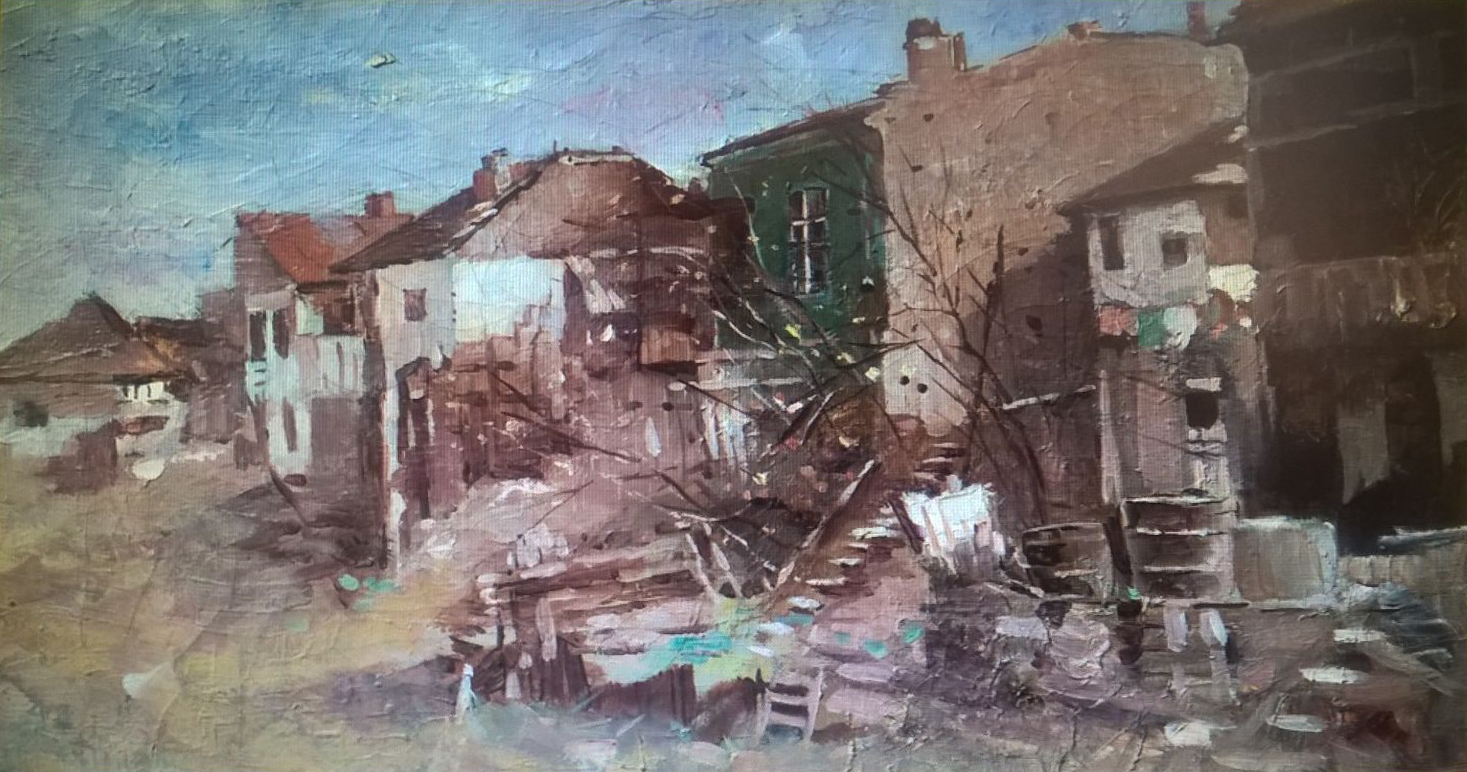
Mahalaua Dracului (1898) - Ștefan Luchian

Printre lucrările expuse de Aricescu erau și cele intitulate Efect de soare, Efect de lună, Efect de dimineață. În acestea a încercat similar lui Filip Marin în tablourile lui - Un pod peste Tibru (efect de dimineață), Oițe păscând (efect de dimineață) și O biserică minunată (efect de seară), să înfățișeze pitorescul peisajelor românești ținând cont de efectele pe care le genera lumina zilei.
Caricaturistul Constantin Jiquidi a expus schițe în peniță și creion, dar și câteva picturi în ulei ce erau și ele sub imperiul dorinței majorității artiștilor de a crea  efecte picturale moderne.
Sunt de remarcat, fără nicio urmă de îndoială, titlurile pe care pictorii le dădeau lucrărilor. Faptul că era uzitat cuvântul efect demonstrează că aceștia cel puțin acceptau concepțiile impresioniste,chiar dacă nu foloseau în execuție o tehnică și un limbaj adecvat stilului. Este cunoscut conceptul impresioniștilor numit motiv și nu subiect sau temă. Motivul este pretextul cromaticilor luministice. Impresioniștii, incluzându-l în primul rând pe Claude Monet, au urmărit același motiv în momente diferite ale zilei și ale anotimpurilor și au făcut cicluri de căpițe, plopi, poduri, câmpuri cu maci, bazine cu nuferi, catedrale, etc., unde același loc apare văzut sub diverse condiții meteorologice. Astfel, la pictorii români menționați, ideea de efect este o surprindere a fenomenelor trecătoare ale naturii și nu o sesizare a esenței realității.
Au mai expus lucrări Constantin Pascaly, Constantin Artachino, G.D. Mirea, Alpar, A. Dimitriu, R. Aurelian, Nicolae și Eduard Grant, Oscar Obedeanu, Nicolae Gropeanu, Gheorghe Popovici, Menelas Simonidy, Titus Alexandrescu, Ion Țincu, Ion Voinescu-Docuzești, Dimitrie Serafim, S. Roguzka, Petre Bellet și Ion Bărbulescu. Aceștia, deși erau tributari academismului, au încercat să fie în pas cu timpurile.
Expoziția organizată de Societatea Ileana a fost o etapă în lupta contra academismului și un pas înainte în campania înlăturării artei factice de atelier. Ea a promovat temele tratate cu spontaneintate, desprinse din realitatea imediată, la fața locului, direct după natură, în plen-air. Chiar dacă „... nici statul, nici palatul, nici o altă autoritate n-au vizitat expoziția și n-au cumpărat nici o lucrare", amatorii de artă și colecționarii au cumpărat circa jumătate dintre lucrările prezente pe simeze, așa cum numai la expozițiile lui Grigorescu se mai întâmplase.

### Alte evenimente artistice
Societatea Ileana și-a făcut simțită prezența și în alte direcții. Astfel, în ziua de 4 martie 1898 a organizat o serată literară în care I. L. Caragiale și-a citit patru lucrări: Cănuță om sucit, 25 minute în gară, La începutul lunii mai și La Hanul lui Două bilete.
În ziua de 9 mai 1898, Ileana a patronat un concert extraordinar la care a participat baritonul Eliad. Aceasta a fost singura acțiune de acest fel, cu toate că ea a fost un real succes.
O dată cu venirea toamnei, Societatea Ileana a renunțat la organizarea proiectatei expoziții de grup și s-a mulțumit doar cu deschiderea expoziției de sculptură a artistului Filip Marin. Până în luna ianuarie 1899, presa nu a mai amintit nimic despre vreo acțiune a societății.

## Conflicte oficiale - destrămarea societății
Constantin Rădulescu-Motru a fost membru al Societății Ileana. Demisia sa ca membru a fost publicată în mai multe ziare ale timpului. Ca urmare, s-a stârnit o polemică importantă în jurul ei. B. Brănișteanu, membru și el al organizației și chiar  component al Comitetului de conducere, a comentat demisia lui Motru într-un articol de presă. Brănișteanu a afirmat că Motru a fost influențat în decizia sa de Regele Carol I. Cel din urmă nu putea admite concurența pe care societatea a făcut-o instituțiilor oficiale și considera că orice inițiativă privată era periculoasă. Carol I dorea ca toate manifestările artistice trebuie să fie cenzurate de către autorități, mai ales în vremuri de criză când grevele muncitorilor erau deja o obișnuință și țărănimea[H] era pe picior de răzmeriță.
Răsunătoarea demisie a lui Motru a declanșat retragerea membrilor din societate astfel încât, chiar dacă formal ea nu s-a desființat, organizația și-a încetat orice activitate în anul 1899.
De fapt, dizolvarea societății a fost cauzată de interesele centrifuge ale membrilor din Comitetul de conducere, care doreau subordonarea societății intereselor lor politice. Ca urmare a unor astfel de frământări, artiștii plastici au părăsit organizația și s-au întors la Societatea „Cercul artistic” având speranța că vor reuși șă-și câștige o oarecare independență artistică.

## Revista „Ileana”

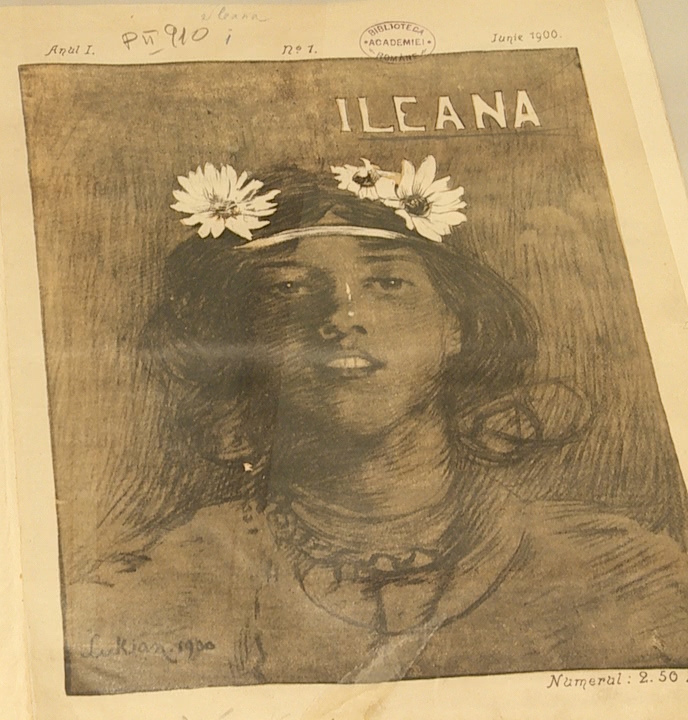
Coperta primei Reviste Ileana realizată de Ștefan Luchian

Colecționarul Alexandru Bogdan-Pitești împreună cu Ion Bacalbașa au întemeiat în anul 1900 o revistă de literatură și artă pe care au intitulat-o Ileana. Prima copertă a revistei a fost desenată de către pictorul Ștefan Luchian. Publicația era considerată ca fiind una exclusivistă, dar ea a avut o viață foarte scurtă și și-a încetat existența după apariția a doar câtorva numere, în anul 1901. Bogdan-Pitești a publicat în cadrul revistei câteva articole sub pseudonimul Ion Duican. Elocvente sunt următoarele fragmente:
„... Ștefan Luchian este printre tinerii noștri artiști, primul din ei care dau mai multă speranță - suflet duios, inimă de poet, el este cam rebel tehnicii savante după un anume calapod. Dar în operele sale este o mare intensitate de viață, și în el ca o trebuință flotantă și nedefinită de tandrețe. Cunoaște viața reală cu toate amărăciunile sale, dar veșnic caută să tragă asupra ei vălul alb al poeziei sau mai bine zis vălul magic al culorilor pe care le are în ochi, în creier, în inimă, în el tot, căci Luchian este un admirabil colorist. La Luchian niciodată un tablou nu este o minuțioasă descriere a naturii. Unii pretind că aceasta se datorește lipsei de tehnică sau lipsei de stăruință în a pătrunde natura. Aceștia nu cunosc pe Luchian. Pentru el arta nu este o simplă reproducție a vieții. El caută să puie în ce face, ceva din el, din sufletul lui, din ceea ce simte, fie o idee, fie o senzație. Are o viziune încântătoare a naturii, dar totdeauna adaugă la aceasta și nota sa personală, simțirea sa. Pentru el orice formă organică ce vedem împrejurul nostru este expresia unei gândiri sau unui sentiment ce inspiră artistului în acel moment și de aceea el veșnic prelungește realitatea prin vis, și mărește senzația naturii prin ritmul propriei sale senzații."
----- Ion Duican (alias Alexandru Bogdan-Pitești): Revista Ileana, Nr. 2, Septembrie, 1900.
În numărul 3-4 al aceleiași reviste, a publicat note de artă datate: 
„... Pentru noi a spune cuvinte de laudă despre G.D. Mirea este cu atât mai imperios, cu cât D-sa nu aparține școlilor cari înfățișează idealul nostru, talentul său nu se apropie câtuși de puțin de complexitatea sufletească. Ce păcat că această muncă nu-și ia drumul spre lumea internelă, ci se mărgineșce la exteriorități! Aceasta formează caracteristica funestă a școlii din care, spre nenorocire, a apucat să facă parte. El aparține școlii, încă până ieri oficiale în Franța, reprezentată prin Bouguereau, Bonnat, Carolus Duran, școală lipsită de ideal, de notă personală, triumf al mediocrității".
----- „Vlaici, august 1901" - Revista Ileana
În numărul 5-6 semnează și datează: 
„... Octombrie-Noembrie-Decembrie, trei luni foarte rodnice în manifestări de artă: expoziția Verona, expoziția Grant, expoziția Popescu, câteși trele la Atheneu; cea din urmă ca și oficială, prin faptul că tot ce este oficial într-această țară a manifestat în favoarea artistului; în sfârșit, duiosul Luchian, cel cu poezia culorilor în ochi, este transportat la Pantelimon"
----- „Ion Duican, decembrie 1901" - Revista Ileana
Despre Arthur Verona a scris că:
„... este un energic temperament de artist. La el darul artei a fost atât de covârșitor, încât și-a sfărâmat o splendidă carieră pentru a face pictură. A rămas încă într-însul oarecari însușiri de ale strălucitului ofițer de dragoni, impetuozitatea și avântul. Verona muncește în tenacitate și a ajuns la posedarea meșteșugului în toată complexitatea lui. A ajuns să fie un pictor desăvârșit, egal cu cei mai buni de la noi, alături de Mirea, Vermont și Artachino... Nicolae Vermont, unul dintre cei câțiva desăvârșiți, va avea un număr întreg al Ileanei consacrat lui... primăvara. Dar aproape toate numerile nu-i sunt consacrate? Și ce laudă mai mare, mai evidentă și mai convingătoare, decât operile pe care i le reproducem?"
----- „Ion Duican" - în Revista Ileana

## Concluzii
Expoziția internațională pe care Societatea Ileana a organizat-o a relevat în primul rând faptul că artiștii marcanți ai artei din România își puneau probleme și întrebări la un nivel înalt și de aceea, nu aveau de să fie impresionați de exponeții artei străine de atunci. În al doilea rând, expoziția a mai demonstrat că Ștefan Luchian și Nicolae Grigorescu continuau direcția trasată de arta realistă. În al treilea rând, celor care subapreciau arta românească și se ploconeau în fața celei occidentale, expoziția a scos în evidență vitalitatea artei românești, precum și calea realistă pe care aceasta l-a urmat.
Pictorii apuseni, cei mai mulți dintre ei, promovau arta idealistă. Artiștii români, care nu cunoșteau intențiile și abordarea occidentalilor, au respins idealismul și datorită puternicilor tradiții realiste ce se manifestau încă foarte puternic în România, cei care doreau înnoirea limbajului artistic erau refractari unei orientări spre un astfel de stil. Expoziția societății din anul 1898 a devenit un fel de punct nodal în dezvoltarea artei românești. El a reprezentat triumful picturii de tip plein-air în detrimentul academismului rutinar ce începuse în ultimul sfert de veac al secolului al XIX-lea să stăpânească întreaga mișcare artistică din România. Influența academismului a fost posibil în primul rând din cauza puternicei influențe pe care o exercitau profesorii Școlii de Belle-Arte din București și Iași.
În momentul deschiderii expoziției organizată de Societatea Ileana, majoritatea tinerilor artiști acceptaseră prictura de tip plein-air ca principală formulă ce trebuia a fi abordată în artele plastice. S-a constatat că din acel an, figura muncitorului a fost din ce în ce mai prezentă în creațiile artiștilor. Conferințele pe care le-a făcut organizația, au avut o audiență importantă și au stârnit polemici publice, ecoul lor ajungând până în Parlament.
Cele mai cunoscute manifestări ale Societății Ileana sunt conferințele și unica expoziție pe care a organizat-o. Nu sunt cunoscute posterității acțiunile pe care societatea le-ar fi inteprins cu „Comisiunea monumentelor istorice". Petre Oprea a considerat că prin simplul fapt că în rândul membrilor organizației erau o serie de arhitecți ca Ștefan Ciocârlan sau Nicolae Gabrielescu, Comitetul de conducere al Ilenei era alături de Ion Mincu și de apărătorii stilului național.
Societatea Ileana a contribuit din plin la legiferarea drepturilor de autor care să le protejeze artiștilor operele pe care le realizau. Artiștii au cerut alături de scriitori eliminarea tuturor abuzurilor care se făceau prin lipsa unei astfel de legi în România.

## Varia

### Tudor Arghezi
La vârsta de 16 ani, Tudor Arghezi a fost custodele unei săli de expoziții a societății „Ileana”. Aflându-se în mediul pictorilor și pasionat de desen, Arghezi a schițat în peniță peisaje și portrete de o calitate care i-ar fi prevestit un destin de artist în toată regula. Poetul a mărturisit că opțiunea pentru scris a fost dictată doar de lipsa mijloacelor pentru a-și procura un atelier, șevalete, pânze, vopseluri. La Editura Universității de Vest „Vasile Goldiș” din Arad a apărut un elegant album cuprinzând 80 de desene și fragmente de manuscrise din tinerețea lui Arghezi. Multe din desene datează din perioada 1905- 1910, când Arghezi a stat în Elveția.